# Saint-Gonnery
Saint-Gonnery è un comune francese di 1 087 abitanti situato nel dipartimento del Morbihan nella regione della Bretagna.

## Società

### Evoluzione demografica
Abitanti censiti